# Jogo cooperativo
Na teoria dos jogos, um  jogo cooperativo é um jogo em que um grupo de jogadores, são instruídos a demonstrar comportamento cooperativo, transformando o jogo em uma competição entre grupos ao invés de uma competição entre indivíduos. Um exemplo desse tipo de jogo é o jogo de coordenação, onde os jogadores precisam entrar em um consenso sobre o processo de decisão.E os jogadores precisam cooperar na hora do jogo, pois cada um tem a sua função e cada função ajuda outra função, e por isso se todos cooperarem todos vencerão, o time vencerá.
Jogos recreativos raramente são cooperativos. Isso geralmente acontece porque  normalmente carecem de mecanismos que incentivem o comportamento coordenado dos membros de uma coalizão. Tais mecanismos, por outro lado, são comuns na vida real (como o fechamento de um contrato, por exemplo).

## Definição matemática
Um jogo cooperativo é dado especificando um valor para cada coalizão. Formalmente o jogo coalizional consiste em um conjunto finito de jogadores {\displaystyle N,} chamado de grande coalizão e uma função característica {\displaystyle v:2^{N}\to \mathbb {R} } que mapeia um conjunto de coalizões para um conjunto de recompensas, tal que {\displaystyle v:2^{N}\to \mathbb {R} .} Esta função descreve o quanto um conjunto de jogadores podem acumular caso formem uma coalizão, sendo este jogo conhecido como jogo de valor ou jogo de lucro. Assim, os jogadores devem escolher quais coalizões formar de acordo com suas expectativas sobre o modo como a recompensa será dividida entre os membros da coalizão.
De modo análogo, um jogo cooperativo  pode ser definido como uma função de custos característica {\displaystyle c:2^{N}\to \mathbb {R} } que satisfaça {\displaystyle c(\emptyset )=0.} Neste caso, os jogadores devem cumprir alguma tarefa e a função {\displaystyle c} representa o valor que o conjunto de jogadores requer para executar a tarefa em conjunto. Um jogo deste tipo é conhecido como jogo de custo. Embora a maioria dos jogos cooperativos na teoria dos jogos lidem com jogos de lucro, todos conceitos podem ser facilmente traduzidos para um jogo de custo.
'Texto a negrito'== Exemplos de jogos cooperativos ==
Existem muitos jogos cooperativos que promovem o espírito de cooperação, não só em grupo de crianças, como em grupos adultos. Como por exemplo:
- Escravos de Jó;
- Nó humano;
- Passando o bambolê;
- Circuito esportivo cooperativo;
- Futebol;
- Queimada;
- Pega-bandeira;
- Pique-Ajuda.